# Ambassade de Malaisie en Guinée
L'ambassade de Malaisie en Guinée est la principale représentation diplomatique de la république de Malaisie en Guinée. Il sert également d'ambassade non résidente en  Guinée-Bissau, Côte d'Ivoire, Liberia et Sierra Leone.

## Histoire
La Guinée a obtenu son indépendance en 1958 et a été rapidement reconnue par le ancienne Fédération de Malaisie, Une ambassade guinéenne a été créée à Conakry en 1997.

## Liste des ambassadeurs
| N° | Nom et prénoms | Début | Fin |
| -- | -------------- | ----- | --- |
| 01 |                |       |     |
| 02 |                |       |     |